# Composição V (Kandinsky)
Composição V é uma pintura a óleo sobre tela realizada pelo artista russo Wassily Kandinsky em 1911. Nesta pintura, Kandinsky não distingue o primeiro plano do plano de fundo, nem sequer uma luz ou algum elemento que dê uma indicação de espaço ou de volume. Os elementos que compõem a pintura não transmitem a existência de objectos reais ou tangíveis, levando a concluir-se que Composição V não se baseia em nada na natureza.
Em 1913, Josef Müller adquiriu Composição V a Kandinsky. Uma das controversas obras do artista, esta pintura foi rejeitada para a exposição Neue Künstlervereinigung (Associação de Novos Artistas) de 1911, com base no argumento de que era muito grande; pensa-se que o principal problema fosse a natureza abstracta da obra. Em 1998, Ronald Lauder comprou esta obra por cerca de 40 milhões de dólares.